# 信宜槭
信宜槭（学名：Acer sunyiense）为槭树科槭属下的一个种。

## 扩展阅读
- 維基物種上的相關：信宜槭